# العاشق المحروم (فلم)
العاشق المحروم  فيلم دراما مصري للمخرج السيد زيادة عن قصة علي الزرقاني الذي اشترك في كتابة السيناريو والحوار مع المخرج. الفيلم من بطولة محسن سرحان، وأمينة رزق، وكمال الشناوي، وإسماعيل يس، وتدور الأحداث حول الثري الذي يفشل في قتل ابنه بإغراقه، ولكن ما يحدث هو غرق الأب الذي ترك وصية بحصول زوجته وابنه على الميراث، بشرط عدم زواجهما.
صدر الفيلم إلى دور العرض المصرية في 16 مايو 1954.
منح موقع قاعدة بيانات الأفلام العربية «السينما.كوم» الفيلم درجة 5.7/ 10.

## أحداث الفيلم
يدخل توفيق شكرى بك (منسى فهمى)، رئيس شركة الملاحة البحرية، المستشفى، ويعجب بالممرضة أمينه (أمينه رزق) ويقع في حبها. يقوم مهندس الشركة فؤاد
عبد العزيز (محسن سرحان) بزيارة توفيق بك في المستشفى، ويلتقي بالممرضة أمينة ويتبادلان الإعجاب، ويرتبطان بقصة حب، ولأن القوانين تمنع الممرضة من الجمع بين الوظيفة والزواج فيتزوجا سراً بعقد عرفي. يكتشف توفيق بك بأن ثمة علاقة حب بين أمينه وفؤاد، ويبذل أقصى جهده لتفريقهما، وعندما يفشل، يطلب من أحد عماله (محسن حسنين) تفجير مركب المهندس فؤاد، ويغرق اللنش، ويختفي فؤاد، ويعلن موته بينما هو مازال حياً، وفاقداً للذاكرة. يلتقط بعض البحارة فؤاد، ويبدأ في العمل معهم في البحر.
تصاب أمينه بصدمة، ويواسيها توفيق، ويعلم من الطبيب أنها حامل، وتخبره بقصة الزواج العرفي، ويعرض عليها أن يتزوجها زواجاً روحياً ليقيد المولود بإسمه، وتظل على عهدها لفؤاد. تنجب أمينه طفلاً تسميه رؤوف، وتشتري المنزل الذي كان يستأجره فؤاد حتى تحتفظ بذكراه.
يكبر رؤوف (كمال الشناوى) ويصحبه توفيق لكل أماكن اللهو والفساد، وكأنه ينتقم بإفساده من أمه وأبيه. ينشغل رؤوف بملذاته، ويتكرر رسوبه، وتفشل جهود أمه لإصلاحه.
يقوم توفيق بتعريف رؤوف بالراقصة نعيمه (نعيمه جمال) والتي ترافقه طمعاً في ثروة أبيه التي سيرثها. تعترض أمينة على محاولات توفيق لإفساد ابنها، وتقرر أن ترحل مصطحبة رؤوف إلى الريف لإبعاده عن توفيق، الذي يعدها بالمساهمة في إصلاحه. يفكر توفيق في إغراق رؤوف، ويصطحبه في مركب يقوده فؤاد. يغرق توفيق وينجو رؤوف، وتحقق النيابة مع فؤاد الذي تثبت براءته، ولكن أمينه تتعرف على فؤاد وتكتشف انه فاقد للذاكرة. تحاول أمينة أن تعيد لفؤاد ذاكرته. كانت وصية توفيق ان تؤول ثروته لزوجته وابنه، شرط عدم زواجهما، فإذا تزوج أي منهما، تؤول الثروة إلى السائق بسيونى (إسماعيل ياسين) والخادمة خضرة (درية أحمد) فإذا تزوج أحدهما تؤول الثروة إلى جمعية محاربة الفقر والجهل والمرض التي يرأسها حسن أفندى (حسن فايق)، وإذا تزوج رؤوف، هناك صندوقاً بأحد البنوك يسلم لزوجته يوم عقد القران. يعمل حسن افندى على زواج جميع الأطراف حتى تؤول الثروة لجمعيته، حيث ان بسيونى وخضرة في حالة حب، كما عثرت أمينه على حبيبها السابق، والذي استطاعت ان تعيد له الذاكرة، ولكن رؤوف يرفض زواج امه، ليس غيرة عليها، ولكن خوفاً من ضياع الثروة، غير انه يكتشف خيانة الراقصة نعيمة مع صديقه (أنور محمد) ويخرجهما من حياته، ثم يوافق على الزواج من ناهد (عفاف شاكر) التي تجد في الصندوق خطاب من توفيق يوضح ان رؤوف ليس ابنه، وانه لقيط، ولكن امينه أوضحت لرؤوف الحقيقة وأن والده هو فؤاد من زواج عرفى، ويأتي فؤاد ليلتئم شمل الاسرة، فالحب أهم من المال، وتؤول الثروة للجمعية بعد زواج بسيونى من خضرة.

## طاقم التمثيل
- محسن سرحان: في دور المهندس فؤاد
- أمينة رزق: في دور أمينة (الممرضة)
- كمال الشناوي: في دور رؤوف (ابن أمينة وفؤاد)
- إسماعيل ياسين: في دور بسيوني (سائق توفيق بك)
- درية أحمد: في دور خضرة (خادمة توفيق بك)
- منسي فهمي: في دور توفيق شكري بك
- حسن فايق: في دور حسن أفندي (رئيس جمعية محاربة الفقر والجهل والمرض)
- نعيمة جمال: في دور نعيمة (الراقصة)
- بالاشتراك مع: فتحية شاهين – محمد كمال – عفاف شاكر – محسن حسنين – جينا (الراقصة) – كيتي (الراقصة) – شفيق جلال (المطرب) – محمود العربي – سمر زيادة (الطفل).[10]

عن أبطال الفيلم
كان كمال الشناوي ودرية أحمد من أشهر ثنائيات السينما المصرية، تشارك هذا الثنائي في بطولة خمسة أفلام في الفترة ما بين نهاية أربعينات وحتي منتصف خمسينات القرن العشرين: «السعادة المحرمة» عام 1948 – «بنت العمدة» عام 1949 – «مغامرات خضرة» عام 1950 – «خضرة والسندباد القبلي» عام 1951، وكان هذا الفيلم هو أخر مشاركة لهم معاً.
عفاف شاكر (1929 - 2020): شقيقة المطربة المصرية «شادية»، وتزوجت في بداية حياتها من الفنان كمال الشناوي، ولكن هذا الزواج لم يدم سوى شهر واحد فقط. كان فيلم «العاشق المحروم» من أشهر أفلامها.
منسي فهمي (1890 - 1955): اسمه الحقيقي (منسي أبيسخارون) كانت ذروة نشاطه السينمائي والمسرحي في عقود الثلاثينات والأربعينات والنصف الأول من الخمسينات، فبلغ عدد أعماله نحو 54 عملاً.

## أغاني الفيلم
يا ست يا سيدة: تأليف يحيى الدهشان - تلحين عبد المعطي حسن
يا عيب الشوم: تأليف محمد فتحي مهدي - تلحين عبدالرحمن الخطيب
الحب والمال: تأليف السيد زيادة - تلحين عبد الرحمن الخطيب
اهلا وسهلا: تأليف قاسم مظهر - تلحين السيد قاسم
يا راقصة بالسيف: تأليف علي سليمان - تلحين السيد قاسم
الغناء: درية أحمد – شفيق جلال – إسماعيل يس 

## نقد وتعليقات
كتب الناقد السينمائي محمود قاسم على موقع صحيفة الشروق في 19 أغسطس 2022: «هذا فيلم مجهول تماما لدى كل من يتابع السينما، ورغم هذا فهو من بطولة نجوم كبار لعل أكثرهم قد اجتمعوا معا في فيلم واحد لأول وآخر مرة»، يؤكد الناقد أن تاريخ صناعة الفيلم ليست كما هو في المستندات ويكتب: «أن الفيلم أقدم من تاريخ عرضه، فالسيد زيادة هو الذي اكتشف درية أحمد وتزوجها وعملت معه في أدوار صغيرة، ثم انتقلت إلى البطولة الكاملة»، ويخلص الناقد إلى النتيجة المطلوبة ويكتب: «إعادة كتابة تاريخ هذا الفيلم ومحاولة فهمه أمر يتطلب الرجوع إلى الوثائق والأشخاص، وللأسف فإن أحدا لم يترك لنا ما يفيد في هذا الشأن عدا دفتر الفيلم الذي أمتلكه والذى اعتبره وثيقة نادرة، خاصة أن الوجه الرومانسى لأمينة رزق ليس معروفا لدينا؛ لأن أغلب الأفلام قد ضاعت مثل دور» كليوبترا«وأفلام أخرى كانت هي نجمة مصر الأولى، فتعالوا معا نبحث عن هذه الأفلام.»

## وصلات خارجية
- مقالات تستعمل روابط فنية بلا صلة مع ويكي بيانات
- العاشق المحروم على موقع الدهليز
- العاشق المحروم على موقع كاروهات

https://www.sama3y.net/forum/showthread.php?t=89067 العاشق المحروم (فيلم)
https://pulpit.alwatanvoice.com/content/print/442490.html العاشق المحروم (فيلم)